# Camponotus ceylonicus
Camponotus ceylonicus är en myrart som beskrevs av Carlo Emery 1925. Camponotus ceylonicus ingår i släktet hästmyror, och familjen myror. Inga underarter finns listade.